# Unertl-Weißbier-Brauerei
Die Unertl-Weißbier-Brauerei ist eine Weißbierbrauerei in Haag in Oberbayern.

## Geschichte
1948 übernahm Alois Unertl, ein Sohn des Weißbierbrauers Unertl in Mühldorf, eine Kleinbrauerei mit Bräustüberl. Er spezialisierte die Brauerei von Anfang an auf die Herstellung von Weißbier. 1952 wurde das heutige Brauhaus errichtet. Das bis dahin Haager Weißbier benannte Produkt heißt seitdem Unertl. Mittlerweile wird die Brauerei in vierter Generation als Familienunternehmen geführt, die Familie kann mittlerweile auf über hundert Jahre Brauerfahrung zurückblicken. Der Ausstoß der Brauerei beträgt 27.000 Hektoliter pro Jahr.

## Brauverfahren
Alle Biersorten der Brauerei werden in offenen Bottichen vergoren und die Hefe täglich geerntet. Die Biere werden mit 70 Prozent Weizenmalz hergestellt, in der Flasche nachgegärt, nicht konserviert, nicht stabilisiert und nicht pasteurisiert.

## Auszeichnung
2009 führte die Süddeutsche Zeitung das Weißbier Original als eines der 100 besten Biere der Welt.

## Produkte
Die Produktpalette umfasst die Biersorten Weißbier Original, Leichte Weiße, Alkoholfreies Weißbier, Ursud und saisonal Weißer Bock. Außerdem wird ein Weißbierbockschnaps hergestellt. Abgefüllt wird in Kronkorkenflaschen, das Weißbier Original und der Ursud auch in Bügelflaschen.

## Sonstiges
Die Brauerei ist Mitglied im Brauring, einer Kooperationsgesellschaft privater Brauereien aus Deutschland, Österreich und der Schweiz.